# Église Saint-Jean-Baptiste du Plessis-Trévise
L'église Saint-Jean-Baptiste est une église paroissiale située dans la commune du Plessis-Trévise. 

## Histoire
En 1881 est construite une chapelle en pierre meulière financée par les dons des habitants du hameau,. L'architecte était Charles Queru. L'existence de cette chapelle et d'une école publique joue en faveur de la prise d'autonomie administrative du hameau qui devient une commune en 1899. En 1903, la commune acquiert les terrains et la chapelle, qui devient une paroisse à part entière.
Le bâtiment subit plusieurs modifications au fil du temps. En 1931, la population locale ayant augmenté, deux ailes sont construites de part et d'autre de la nef. En 1947, une sacristie est ajoutée et on procède à des aménagements intérieurs. En 1971, l'église est entièrement restructurée à l'extérieur et à l'intérieur, pour prendre son aspect actuel.
Dans l'église se trouve une sculpture de vierge à l'enfant sculptée par le sculpteur plesséen Lucien Girma (1908-1976), membre du Salon des indépendants à Paris.
Une maison paroissiale est ajoutée en 2018 (logement pour le curé et un espace modulable de trois salles de réunion). Un préau, une maison préfabriquée et un presbytère sont détruits.